# Bitwa pod Stołowiczami (1919)

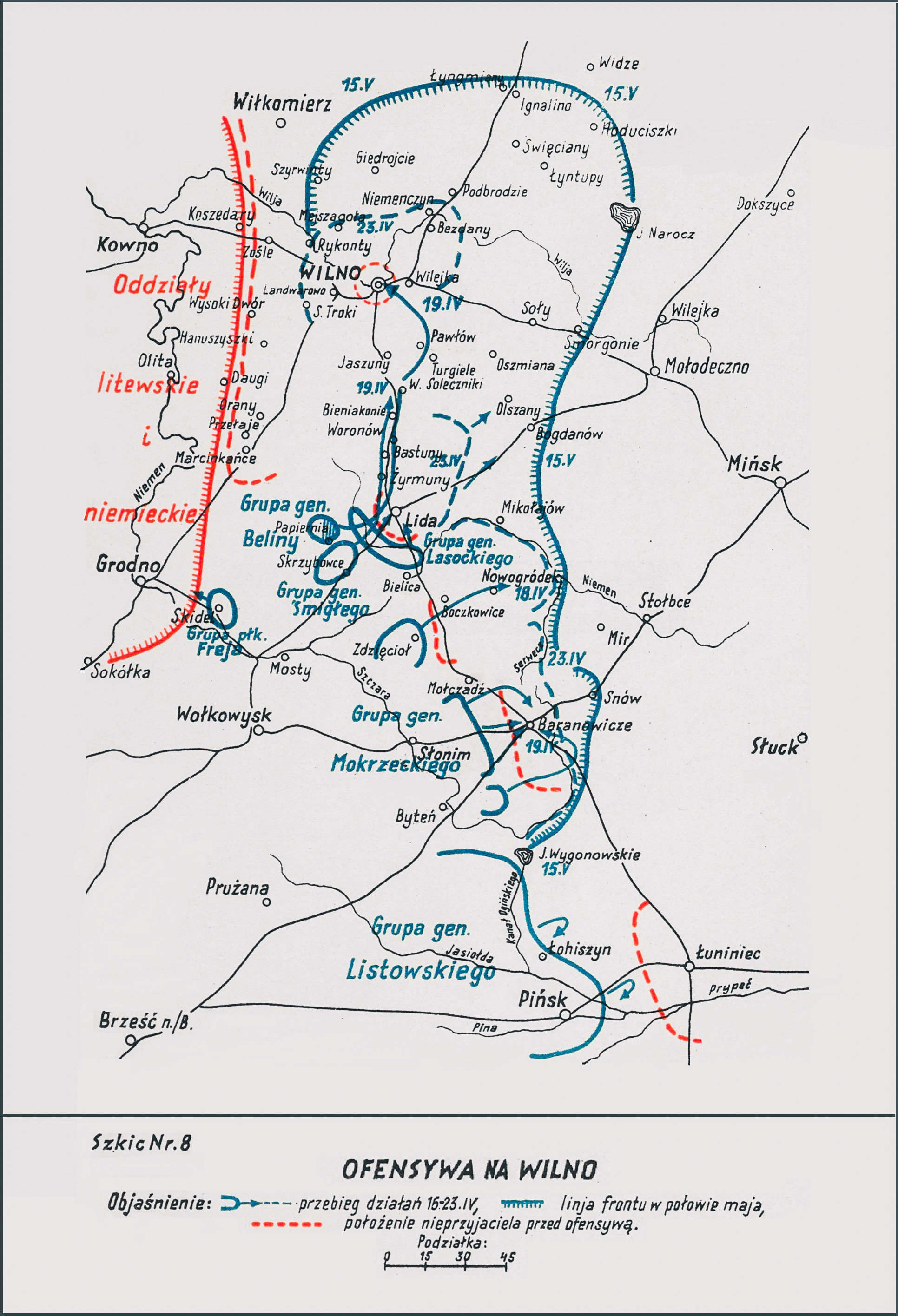
Adam Przybylski,
Wojna Polska 1918–1921

Bitwa pod Stołowiczami – walki grupy płk. Aleksandra Boruszczaka i płk. Franciszka Ostrowskiego z oddziałami Zachodniej Dywizji Strzelców toczone w początkowym okresie wojny polsko-bolszewickiej.

## Geneza
W ostatnich miesiącach 1918 i w pierwszych 1919 na wschodnich krańcach odradzającej się Rzeczypospolitej stacjonowały wojska niemieckie Ober-Ostu. Ich ewakuacja powodowała, że opuszczane przez nie tereny od wschodu zajmowała Armia Czerwona. Jednocześnie od zachodu podchodziły oddziały odradzającego się Wojska Polskiego. W lutym 1919 oddziały polskie weszły w kontakt bojowy z jednostkami Armii Czerwonej. Rozpoczęła się nigdy nie wypowiedziana wojna polsko-bolszewicka. W tym okresie oddziały polskie prowadziły ograniczone działania zaczepne. W połowie lutego front polsko-sowiecki ustalił się na linii rzeki Szczary.
26 marca 1919 marszałek Józef Piłsudski przedstawił w Brześciu plan wyzwolenia Wilna. Plan przewidywał też wykonanie uderzenia demonstracyjnego na Baranowicze, Lidę i Nowogródek. Miały one odwrócić uwagę dowództwa sowieckiej Dywizji Zachodniej od głównego kierunku uderzenia, jakim był kierunek wileński.
Zadanie opanowania Baranowicz i Nowogródka powierzono gen. Adamowi Mokrzeckiemu. Dysponował on dziewięcioma batalionami piechoty, 3. i 9 pułkiem ułanów, grupą jazdy mjr. Dąbrowskiego i trzema bateriami artylerii. Główne zadanie wykonywała grupa płk. Aleksandra Boruszczaka.

## Walczące wojska
| Jednostka                                     | Dowódca                     | Podporządkowanie          |
| Wojsko Polskie                                |                             |                           |
| dowództwo Dywizji Litewsko-Białoruskiej       | gen. Stanisław Szeptycki    | Front Litewsko-Białoruski |
| ⇒ grupa płk. Boruszczaka                      | płk Aleksander Boruszczak   | Dywizja L-B               |
| ⇒ grupa płk. Ostrowskiego                     | płk. Franciszek Ostrowski   |                           |
| → Grodzieński pułk strzelców                  | mjr Bronisław Bohaterewicz  | Dywizja L-B               |
| → szwadron ułanów grodzieńskich               | por. Stanisław Czuczełowicz | Grodzieński ps            |
| → 3 i 6/Białostockiego ps                     | por. Stefan Lewicki         |                           |
| → batalion milicji ludowej (8 baon strzelców) | por. Bolesław Ostrowski     |                           |
| → działon 7 pułku artylerii polowej           |                             |                           |
| Armia Czerwona                                |                             |                           |
| dowództwo Dywizji Zachodniej                  | Roman Łągwa                 | Armia Zachodnia           |
| ⇒ 4 rewolucyjny pułk warszawski               | Jan Makowski                | Dywizja Zachodnia         |

## Walki pod Stołowiczami
15 kwietnia maszerująca na Baranowicze grupa płk. Boruszczaka napotkała w rejonie Stołowicz 2 Brygadę sowieckiej Zachodniej Dywizji Strzelców.
Następnego dnia szwadron ułanów grodzieńskich opanował Stołowicze. 17 kwietnia o świcie kontratak sowieckich marynarzy wyrzucił polskich ułanów z miejscowości. Kryjący odwrót chorąży Stanisław Sołtan został schwytany i w bestialski sposób zamordowany. Zagrożone okrążeniem cofnęło się całe lewe skrzydło grupy płk. Aleksandra Boruszczaka. Aby opanować sytuację, dowództwo Dywizji Litewsko-Białoruskiej zorganizowało grupę taktyczną w składzie Grodzieński pułk strzelców, dwie kompanie Białostockiego pułku strzelców, batalionu milicji ludowej i działonu 7 pułku artylerii polowej. W sumie grupa liczyła około 700 „bagnetów” i 53 „szable”, 4 ciężkie karabiny maszynowe, 4 miotacze min i 1 działo. Dowódca tak zorganizowanej grupy płk Franciszek Ostrowski otrzymał rozkaz obejścia Stołowicz od północy, zdobycia miasteczka i odcięcia odwrotu oddziałom sowieckim walczącym z grupą płk. Boruszczaka.
Grupa wyruszyła wieczorem 18 kwietnia i maszerowała lasami na Podstarzyki – Cukantowcze – Zapole. Nocą z 18 na 19 kwietnia podeszła pod Stołowicze. Grupa przyjęła następujące ugrupowanie bojowe: pułk grodzieński stanął na wschód od drogi Zapole – Stołowicze; dwie kompanie Białostockiego ps na wschód od pułku grodzieńskiego, ułani por. Stanisława Czuczełowicza patrolowali w kierunku na Torczyce – Koldyczewo – Horodyszcze, zaś 8 batalion milicji ludowej pozostał w odwodzie w Cukantowiczach.
Major Bronisław Bohaterewicz uszykował grodzieńskich strzelców do szturmu następująco: w pierwszej linii na prawym skrzydle stała 2 kompania, a na lewym 4 kompania. W 2 linii nacierać miała szkoła podoficerska i 3 kompania. Pułk miał uderzyć wprost z północy przez folwark Stołowicze, a kompanie białostockie otrzymały zadanie obejścia miasteczka od północnego wschodu, by zamknąć wrogowi odwrót na Torczyce.
Zgodnie z planem, o 3.30 grupa uderzeniowa rozpoczęła natarcie od północy i północnego wschodu. Nad ranem strzelcy grodzieńscy przełamali obronę sowieckiego warszawskiego pułku strzelców i szwadronu kawalerii. Sowieckie oddziały wycofały się z miasta.

## Bilans walk
Polskie oddziały zdobyły Stołowicze i nacierały dalej na Baranowicze. Przeciwnik stracił 46 poległych, wielu rannych i jeńców. Straty polskie 3 zabitych strzelców grodzieńskich (Jerzy Krysiuk, Leon Łączyński i Antoni Petelczyc) oraz 7 rannych.